# Caestre Military Cemetery
Le cimetière « Caestre Military Cemetery » est un cimetière de la Première Guerre mondiale situé à Caestre (Nord). Le cimetière est entretenu par la Commonwealth War Graves Commission.

## Histoire
Le cimetière a été ouvert à la mi-avril 1918 pars le Corps australien et des Troupes de la 9e Scottish Division. Il a été utilisé jusqu'en septembre 1918.

## Victimes
| Pays           | Victimes |
| -------------- | -------- |
| Royaume-Uni    | 150      |
| Australie      | 32       |
| Afrique du Sud | 8        |
| Allemagne      | 5        |
| Total          | 195      |

## Coordonnées GPS
50° 45′ 33″ nord, 2° 35′ 47″ est